# رادیک ولی‌یف
رادیک ولی‌یف (به روسی: Тимур Бижоев؛ زادهٔ ۱۸ ژوئن ۱۹۹۷) یک کشتی‌گیر آزادکار اهل کشور روسیه است.
از افتخارات وی می‌توان به کسب مدال برنز قهرمانی کشتی جهان ۲۰۲۱ اشاره کرد.

## فعالیت حرفه‌ای

### قهرمانی کشتی جهان ۲۰۲۱
ولی‌یف در وزن ۷۴ کیلوگرم کشتی آزاد قهرمانی کشتی جهان ۲۰۲۱ اسلو شرکت کرد، او در مسابقه اول و دوم ارسلان بوداژاپوف از قرقیزستان و آلانس آمیروس از لتونی را مغلوب کرد اما در مسابقه بعد به جردن باروز از آمریکا باخت و با توجه به حضور این کشتی‌گیر در فینال، به دیدار شانس مجدد رفت. او در مرحله شانس مجدد سم برمیش از کانادا را شکست داد و به دیدار رده‌بندی رسید. وی در این دیدار ریوکی یوشیدا از ژاپن را شکست داد و مدال برنز را بدست آورد.